# Baai van Jakarta
De Baai van Jakarta (Indonesisch: Teluk Jakarta) is een baai ten noorden van de Indonesische hoofdstad Jakarta. De Duizendeilanden, een eilandengroep van 108 eilanden, ligt ook in deze baai. Er monden zo'n 13 rivieren uit in deze baai, waaronder de Ciliwung.